# Almacenaje nuclear en contenedores secos

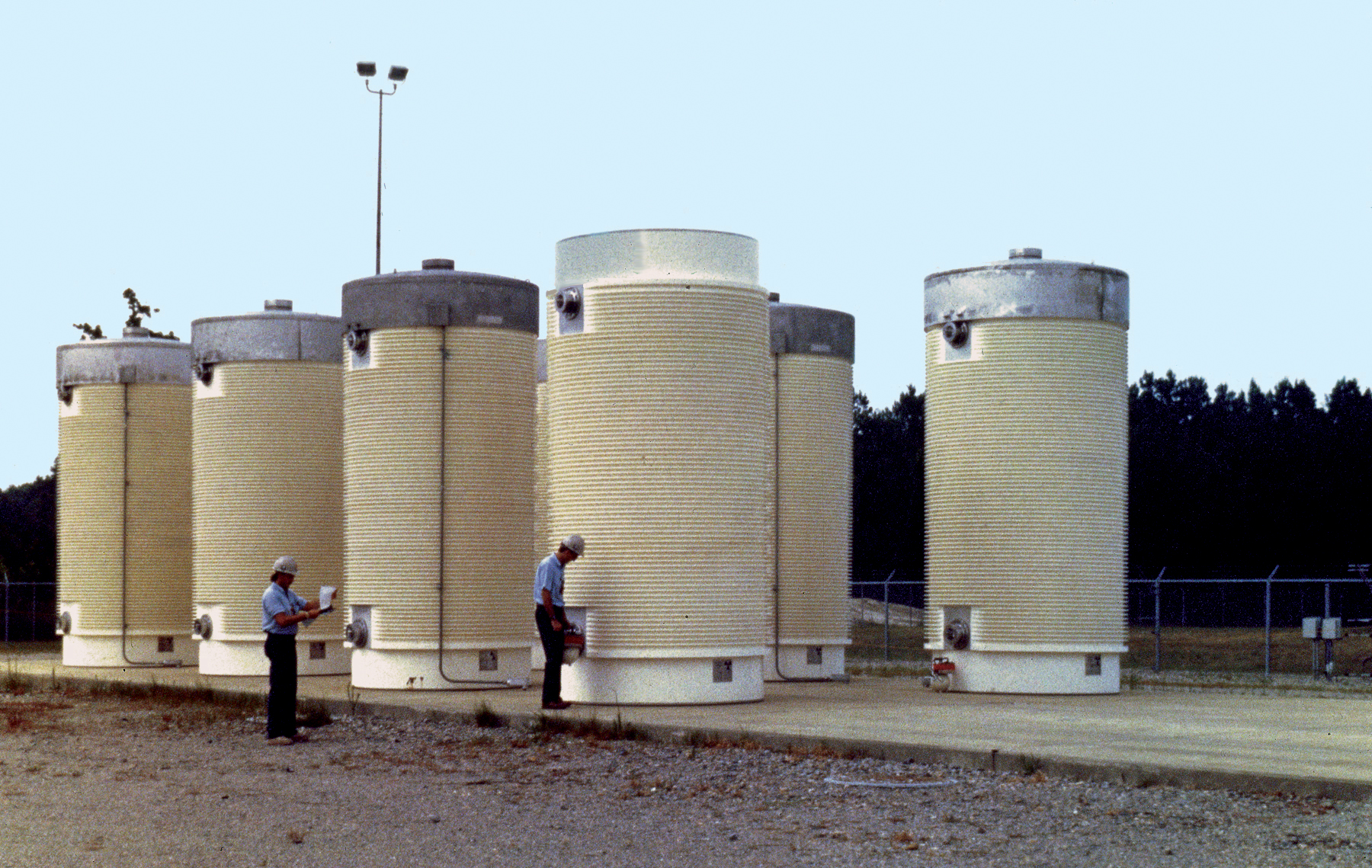
Barricas de almacenaje seco.

El almacenamiento nuclear en contenedores secos, almacenaje de barrica seca (traducción literal del inglés dry cask storage) o embalaje nuclear es un método de almacenamiento de residuos de alta actividad radiactiva como el combustible nuclear gastado que ya ha permanecido en la piscina de combustible por lo menos por un año.
Normalmente estas barricas son cilindros de acero sellados con soldadura o mediante uniones atornilladas. Los elementos combustibles permanecen en una atmósfera de gas inerte, normalmente de helio. El cilindro de acero proporciona una buena contención de la radiactividad y mantiene la refrigeración del combustible gastado. Cada cilindro está rodeado adicionalmente por más acero, hormigón u otros materiales para proporcionar protección contra la radiación a los trabajadores, al público y al medio en el que se encuentre. Algunos diseños de la barrica permiten el almacenamiento y el transporte del contenido.